# Høgild
Høgild er en landsby i Midtjylland med 285 indbyggere  (2024), beliggende i Rind Sogn ca. 12 kilometer syd for Herning. Landsbyen ligger i Herning Kommune og hører til Region Midtjylland.
Midtjyske Motorvej ligger øst for Høgild.